# Outlander (pel·lícula)
Outlander és una pel·lícula independent de ciència-ficció de 2008, dirigida per Howard McCain i protagonitzada per James Caviezel, Sophia Myles, Jack Huston, Ron Perlman i John Hurt.

## Argument
Cap al 709 d.C, una nau espacial s'estavella en un llac de Noruega, territori dels vikings. De les restes emergeixen Kainan, un soldat, i una criatura assedegada de sang coneguda com a Moorwen. Després d'enterrar al seu copilot, assassinat pel Moorwen durant l'accident, Kainan recupera un ordinador portàtil que estava entre les restes de la nau. Gràcies a ell descobreix que està a la Terra (planeta classificat per la seva gent com una colònia abandonada) i que a prop no hi ha altres naus espacials.
Decidit a trobar al Moorwen, Kainan usa l'ordinador per descarregar els coneixements i les llengües locals directament en la seva ment, d'una forma bastant dolorosa a través de l'ull, i activa una balisa de rastreig per avisar alguna altra nau. Kainan arriba a un llogaret on tothom està mort, però cau presoner d'un guerrer viking anomenat Wulfric. Wulfric és el pretendent al tron i es vol casar amb Freya, la filla del rei. Allí anomenen Kainan com a 'estranger' (outlander) i l'interroguen sobre la massacre. Kainan intenta explicar-se parlant-los del Morwen, que és com un drac, però ningú se'l creu.
A poc a poc, després d'alguns atacs del Morwen, els nòrdics comencen a creure en la seva història i pensen com caçar el monstre. En l'expedició de caça, en lloc del Morwen es troben amb un os gegant. Kainan aconsegueix salvar la vida del rei Hrothgar matant a l'os, i després d'això els nòrdics l'accepten com un més entre ells. Poc a poc es va guanyant l'amistat de Freya, la filla del rei, i d'un nen orfe anomenat Eric. També és ben accpetat per la resta del poble.
En somnis, es va mostrant la història de Kainan. La seva gent va ocupar el planeta dels Moorwen per establir una colònia i van aniquilar a tots els éssers natius del planeta; els Moorwen. Com a recompensa, la dona i el fill de Kainan van aconseguir una llar en la colònia, mentre Kainan i les forces armades marxaven a més conquestes. Un dels Morwen va aconseguir sobreviure, i va matar a tots els colons, incloent la família de Kainan. Després d'això, Kainan rep la missió de capturar al Moorwen i portar-ho al seu planeta d'origen, però durant el retorn la bèstia s'allibera i provoca l'accident.
La destrucció d'una dels llogarets veïns per part del Moorwen inicia una guerra entre la tribu del rei Gunnar i la del rei Hrothgar. Gunnar ataca el poble de Hrothgar, però les seves forces són repel·lides. Durant la retirada, el Moorwen ataca als homes de Gunnar i aquests es veuen obligats a buscar refugi al poblat de Hrothgar. Junts, els dos clans rivals, intenten matar el Moorwen però no tan sols no ho aconsegueixen sinó que descobreixen que s'ha reproduït. Molts nòrdics moren, inclosos els dos reis. Sota el comandament de Wulfric, els nòrdics abandonen el llogaret a la recerca d'una llar segura mentre Kainan, amb un grup de guerrers, s'organitza per matar el Moorwen en la seva cova, on té captiva Freya.
Kainan juntament amb alguns homes aconsegueix recuperar un metall molt resistent de la seva nau i amb ell fabriquen una espasa capaç de ferir al Moorwen, ja que les armes nòrdiques són ineficaces. Després d'aventurar-se per l'interior de la terra, el localitzen, rescaten a Freya i, finalment, aconsegueixen vèncer al Moorwen, i a la seva cria nounada. Wulfric ferit durant la batalla, abans de morir, transfereix el lideratge a Kainan. Aquest deixa a Freya amb la seva gent, i es dirigeix cap al llac on es va estavellar la seva nau.
Kainan s'acosta a la balisa, la qual segueix emetent el senyal de socors. Quan observa una nau de rescat entrant en l'atmosfera decideix que no té motius pel retorn. Destrueix la balisa amb l'espasa, i tria quedar-se a la Terra. La nau de rescat marxa.
Kainan no s'adona que Freya l'ha vist. A l'epíleg es mostra que Kainan i Freya es casen i adopten a Eric; Kainan es converteix en el nou rei. Només Freya coneixia el secret de Kainan: "que els déus el van enviar i quan va arribar el moment de marxar amb ells, va decidir quedar-se".

## Producció
En 1998 Dirk Blackman va reescriure el guió que McCain ja havia escrit en 1992. McCain va dir que Renny Harlin va estar interessat en dirigir-la i rodar-la a Nova Zelanda, però el pla va fallar. El 2005, The Weinstein Company va anunciar que el mateix McCain seria el director. Com a protagonista, es va pensar en Karl Urban, que havia acabat la seva participació en la trilogia de El Senyor dels Anells.
Finalment James Caviezel es va fer amb el rol del viatger interplanetari i la pel·lícula es va filmar a Nova Escòcia, Canadà.
La criatura va ser dissenyada per Patrick Tatopoulos i es va dir "Moorwen" com a homenatge als Morlock de "La màquina del temps" de H. G. Wells. McCain li va demanar a Tatopoulos que l'alien mostrés feresa i intel·ligència. La vila vikinga va ser construïda en una granja de Nine Mile River.